# Aphyocypris arcus
Aphyocypris arcus là một loài cá chép thuộc chi Aphyocypris. Đây là loài bản địa của sông Tây Giang ở nam Trung Quốc.